# San León (Texas)
San León es un lugar designado por el censo ubicado en el condado de Galveston en el estado estadounidense de Texas. En el Censo de 2010 tenía una población de 4970 habitantes y una densidad poblacional de 378,56 personas por km².

## Geografía
San León se encuentra ubicado en las coordenadas 29°29′20″N 94°56′20″O / 29.48889, -94.93889. Según la Oficina del Censo de los Estados Unidos, San León tiene una superficie total de 13.13 km², de la cual 12.3 km² corresponden a tierra firme y (6.33%) 0.83 km² es agua.

## Demografía
Según el censo de 2010, había 4970 personas residiendo en San León. La densidad de población era de 378,56 hab./km². De los 4970 habitantes, San León estaba compuesto por el 80.38% blancos, el 0.78% eran afroamericanos, el 1.11% eran amerindios, el 5.67% eran asiáticos, el 0% eran isleños del Pacífico, el 10.28% eran de otras razas y el 1.77% pertenecían a dos o más razas. Del total de la población el 23.26% eran hispanos o latinos de cualquier raza.

## Educación
El Distrito Escolar Independiente de Dickinson gestiona escuelas públicas.